# Ambleny
Ambleny és un municipi francès situat al departament de l'Aisne i a la regió dels Alts de França. L'any 2007 tenia 1.146 habitants.

## Demografia

### Població
El 2007 la població de fet d'Ambleny era de 1.146 persones. Hi havia 416 famílies de les quals 80 eren unipersonals (20 homes vivint sols i 60 dones vivint soles), 140 parelles sense fills, 176 parelles amb fills i 20 famílies monoparentals amb fills.
La població ha evolucionat segons el següent gràfic:
Habitants censats

### Habitatges
El 2007 hi havia 491 habitatges, 419 eren l'habitatge principal de la família, 47 eren segones residències i 24 estaven desocupats. 481 eren cases i 9 eren apartaments. Dels 419 habitatges principals, 344 estaven ocupats pels seus propietaris, 69 estaven llogats i ocupats pels llogaters i 7 estaven cedits a títol gratuït; 14 tenien dues cambres, 37 en tenien tres, 115 en tenien quatre i 254 en tenien cinc o més. 313 habitatges disposaven pel capbaix d'una plaça de pàrquing. A 163 habitatges hi havia un automòbil i a 220 n'hi havia dos o més.

### Piràmide de població
La piràmide de població per edats i sexe el 2009 era:
| Homes | Edats   | Dones |
| ----- | ------- | ----- |
| 0     | 95 o +  | 0     |
| 0     | 90 a 94 | 4     |
| 0     | 85 a 89 | 8     |
| 8     | 80 a 84 | 8     |
| 4     | 75 a 79 | 12    |
| 20    | 70 a 74 | 16    |
| 20    | 65 a 69 | 36    |
| 36    | 60 a 64 | 32    |
| 28    | 55 a 59 | 24    |
| 48    | 50 a 54 | 48    |
| 44    | 45 a 49 | 44    |
| 52    | 40 a 44 | 44    |
| 36    | 35 a 39 | 48    |
| 36    | 30 a 34 | 28    |
| 28    | 25 a 29 | 28    |
| 28    | 20 a 24 | 12    |
| 68    | 15 a 19 | 32    |
| 60    | 10 a 14 | 32    |
| 12    | 5 a 9   | 28    |
| 40    | 0 a 4   | 32    |

## Economia
El 2007 la població en edat de treballar era de 768 persones, 549 eren actives i 219 eren inactives. De les 549 persones actives 500 estaven ocupades (284 homes i 216 dones) i 49 estaven aturades (17 homes i 32 dones). De les 219 persones inactives 56 estaven jubilades, 94 estaven estudiant i 69 estaven classificades com a «altres inactius».

### Ingressos
El 2009 a Ambleny hi havia 434 unitats fiscals que integraven 1.174 persones, la mediana anual d'ingressos fiscals per persona era de 19.365 €.

### Activitats econòmiques
Dels 46 establiments que hi havia el 2007, 3 eren d'empreses extractives, 2 d'empreses alimentàries, 10 d'empreses de construcció, 6 d'empreses de comerç i reparació d'automòbils, 3 d'empreses de transport, 2 d'empreses d'hostatgeria i restauració, 1 d'una empresa financera, 2 d'empreses immobiliàries, 5 d'empreses de serveis, 6 d'entitats de l'administració pública i 6 d'empreses classificades com a «altres activitats de serveis».
Dels 13 establiments de servei als particulars que hi havia el 2009, 1 era una oficina de correu, 1 paleta, 1 guixaire pintor, 1 fusteria, 3 lampisteries, 1 electricista, 2 perruqueries, 1 restaurant, 1 agència immobiliària i 1 tintoreria.
Dels 5 establiments comercials que hi havia el 2009, 1 era una botiga de més de 120 m², 1 una botiga de menys de 120 m², 2 carnisseries i 1 una sabateria.
L'any 2000 a Ambleny hi havia 7 explotacions agrícoles que ocupaven un total de 456 hectàrees.

## Equipaments sanitaris i escolars
L'únic equipament sanitari que hi havia el 2009 era una farmàcia.
El 2009 hi havia una escola elemental.

## Poblacions més properes
El següent diagrama mostra les poblacions més properes.